# East Harwich
East Harwich é um lugar designado pelo censo localizado no condado de Barnstable no estado estadounidense de Massachusetts. No Censo de 2010 tinha uma população de 4.872 habitantes e uma densidade populacional de 214,42 pessoas por km².

## Geografia
East Harwich encontra-se localizado nas coordenadas 41° 42′ 31″ N, 70° 01′ 55″ O. Segundo a Departamento do Censo dos Estados Unidos, East Harwich tem uma superfície total de 22.72 km², da qual 20.77 km² correspondem a terra firme e (8.58%) 1.95 km² é água.

## Demografia
Segundo o censo de 2010, tinha 4.872 pessoas residindo em East Harwich. A densidade populacional era de 214,42 hab./km². Dos 4.872 habitantes, East Harwich estava composto pelo 94.6% brancos, o 1.31% eram afroamericanos, o 0.41% eram amerindios, o 0.96% eram asiáticos, o 0% eram insulares do Pacífico, o 0.84% eram de outras raças e o 1.87% pertenciam a duas ou mais raças. Do total da população o 1.56% eram hispanos ou latinos de qualquer raça.